# Liste des longs métrages nigériens proposés à l'Oscar du meilleur film international
Cet article présente la liste des longs métrages nigériens proposés à l'Oscar du meilleur film international. Ainsi le Niger a proposé son premier long métrage pour concourir dans cette catégorie en 2018 lors de la 91e cérémonie des Oscars,.
L'Academy of Motion Picture Arts and Sciences (AMPAS) qui remet les Oscars du cinéma invite depuis 1957 les industries cinématographiques de tous les pays du monde à proposer le meilleur film de l'année pour concourir à l'Oscar du meilleur film en langue étrangère (autre que l'anglais). Le comité du prix supervise le processus et valide les films soumis. Par la suite, un vote à bulletin secret détermine les cinq nommés dans la catégorie, avant que le film lauréat ne soit élu par l'ensemble des membres de l'AMPAS, et que l'Oscar ne soit décerné lors de la cérémonie annuelle.

## Film proposé par le Niger
| Année (Cérémonie) | Titre français  | Titre original | Langue(s)              | Réalisateur    | Résultat  |
| ----------------- | --------------- | -------------- | ---------------------- | -------------- | --------- |
| 2019 (91e)        | L'Alliance d'or | Zin'naariyâ!   | songhaï, haoussa, peul | Rahmatou Keïta | Non nommé |